# Die Seeräuber
Die Seeräuber (Originaltitel: Tjorven och Mysak) ist ein schwedischer Film aus dem Jahr 1966. Die Regie führte Olle Hellbom. Er führt die Geschichte aus der Fernsehserie Ferien auf der Kräheninsel, sowie den Filmen Der verwunschene Prinz und Das Trollkind fort.

## Handlung
Der achtjährige Pelle wünscht sich von seinem Vater Melcher einen Spieltag. Auch Malin, Peter, Skrollan, Tjorven, Stina und der Vater von Tjorven kommen mit zu einem alten Schiff namens Albertina. Sie teilen sich in unterschiedliche Teams auf und kämpfen um einen Piratenschatz, den Wunschstein Mysak. Dabei kommen sie immer wieder Westermann in die Quere, der dort eigentlich nur arbeiten möchte. Sie erleben einen wunderschönen Tag. Jedoch ist am Ende Melchers Uhr verschwunden. Melcher verdächtigt Pelle, diese verklüngelt zu haben. Später stellt sich heraus, dass eine Elster die Uhr gestohlen hat. Melcher entschuldigt sich bei Pelle.

## Über den Film
Der Film wurde im Atelier von Artfilm, auf Mälaröarna, in Eckerö, in Åland und auf Norröra im Stockholmer Schärengarten aufgenommen.
Melchers Söhne Johan und Niklas sowie Tjorvens Schwestern Teddy und Freddy sind in diesem Film nicht zu sehen.
Der Stein wird im schwedischen Mysak genannt. Mysak ist eine kleine Miniaturskulptur aus Emaille von Karl Axel Pehrson.
Der Film wurde am 10. Dezember 1966 im schwedischen Kino uraufgeführt.

## Besetzung & Synchronisation
| Rolle                     | Schauspieler        | Synchronsprecher  |
| ------------------------- | ------------------- | ----------------- |
| Melker Melkersson         | Torsten Lilliecrona | Wolf Rahtjen      |
| Malin Melkersson          | Louise Edlind       | Cordula Trantow   |
| Pelle Melkersson          | Stephen Lindholm    |                   |
| Nisse Grankvist           | Bengt Eklund        | Niels Clausnitzer |
| Märta Grankvist           | Eva Stiberg         |                   |
| Maria „Tjorven“ Grankvist | Maria Johansson     |                   |
| Vesterman                 | Manne Grünberger    | Bum Krüger        |
| Stina                     | Kristina Jämtmark   |                   |
| Skrollan                  | Kajsa Dandenell     | Christa Häussler  |

## Filmmusik
Das Musikstück Albertina wurde von Evert Taube komponiert.

## Auszeichnungen
1967 – Moskauer Kinderfilmfestival – Sonderpreis der Sowjetischen Akademie für Erziehung

## Buch zum Film
Das Buch Jule und die Seeräuber beruht auf den Filmen Das Trollkind und Die Seeräuber.

## Fernsehserien
Für das ZDF wurden die Filme Tjorven, Båtsman och Moses (Der verwunschene Prinz); Tjorven och Skrållan (Das Trollkind); Tjorven och Mysak (Die Seeräuber) und Skrållan, Ruskprick och Knorrhane (Glückliche Heimkehr) zu einer 16-teiligen Serie Ferien auf Saltkrokan zusammengestellt. Diese wurde 1971 ausgestrahlt. Die Spielfilme wurden dafür in Folgen mit ca. 20 bis 24 Minuten Länge zusammengeschnitten. Der Spielfilm Der verwunschene Prinz (Tjorven, Båtsman och Moses) wurde zu den Serienfolgen Der verwunschene Prinz und Bootsmann soll sterben. Es folgten die Serienfolgen Malins Hochzeit und Das Trollkind, die aus dem Film Das Trollkind (Tjorven och Skrållan) zusammengestellt wurden. Der Film Die Seeräuber (Tjorven och Mysak) wurde zu den Folgen Die Seeräuber und Der Uhrendieb. Als letztes wurde der Film Glückliche Heimkehr zu den Serienfolgen Rüpel und Knurrhahn und Glückliche Heimkehr zusammengeschnitten.
In Schweden wurden die Filme 1979 auch als 12-teilige Fernsehserie Så går det till på Saltkråkan ausgestrahlt.